# Pesnica
Pesnica là một khu tự quản (tiếng Slovenia: občine, số ít – občina) trong vùng Podravska của Slovenia. Pesnica có diện tích 75.8 km2, dân số là theo điều tra ngày 31 tháng 3 năm 2002 là 7244 người. Thủ phủ khu tự quản Pesnica đóng tại Pesnica.